# Polonia ai Giochi della XVI Olimpiade
La Polonia ha partecipato ai Giochi della XVI Olimpiade che si sono svolti a Melbourne dal 22 novembre all'8 dicembre 1956 
con una delegazione di 64 atleti, di cui 15 donne, impegnati in 9 discipline,
aggiudicandosi 1 medaglia d'oro, 4 medaglie d'argento e 4 medaglie di bronzo.

## Medagliere

### Per discipline
| Sport             | Oro | Argento | Bronzo | Totale |
| ----------------- | --- | ------- | ------ | ------ |
| Atletica leggera  | 1   | 1       | 0      | 2      |
| Scherma           | 0   | 2       | 0      | 2      |
| Tiro              | 0   | 1       | 0      | 1      |
| Pugilato          | 0   | 0       | 2      | 2      |
| Ginnastica        | 0   | 0       | 1      | 1      |
| Sollevamento pesi | 0   | 0       | 1      | 1      |
| Totale            | 1   | 4       | 4      | 9      |

### Medaglie
| Medaglia | Atleta                                                                                            | Sport             | Evento                          |
| -------- | ------------------------------------------------------------------------------------------------- | ----------------- | ------------------------------- |
| Oro      | Elżbieta Krzesińska                                                                               | Atletica leggera  | Salto in lungo femminile        |
| Argento  | Janusz Sidło                                                                                      | Atletica leggera  | Lancio del giavellotto maschile |
| Argento  | Jerzy Pawłowski                                                                                   | Scherma           | Sciabola individuale maschile   |
| Argento  | Jerzy Pawłowski Wojciech Zabłocki Marian Kuszewski Ryszard Zub Andrzej Piątkowski Zygmunt Pawlas  | Scherma           | Sciabola a squadre maschile     |
| Argento  | Adam Smelczyński                                                                                  | Tiro              | Fossa olimpica                  |
| Bronzo   | Barbara Wilk-Ślizowska Danuta Nowak Dorota Horzonek Helena Rakoczy Lidia Szczerbińska Natalia Kot | Ginnastica        | Attrezzi a squadre femminile    |
| Bronzo   | Henryk Niedźwiedzki                                                                               | Pugilato          | Pesi piuma                      |
| Bronzo   | Zbigniew Pietrzykowski                                                                            | Pugilato          | Pesi superwelter                |
| Bronzo   | Marian Zieliński                                                                                  | Sollevamento pesi | Pesi piuma                      |